# Chlorophytum stenopetalum
Chlorophytum stenopetalum är en sparrisväxtart som beskrevs av John Gilbert Baker. Chlorophytum stenopetalum ingår i släktet ampelliljor, och familjen sparrisväxter. Inga underarter finns listade i Catalogue of Life.